# 1365
1365 (MCCCLXV) var ett normalår som började en onsdag i den julianska kalendern.

## Händelser

### Mars
- 3 mars – Magnus Eriksson och Håkan Magnusson besegras av Albrekt av Mecklenburg i slaget i Gataskogen (nära Enköping), varvid Magnus tas tillfånga av Albrekt.

### Okänt datum
- Albrekt gifter sig med Rikardis av Schwerin.
- Åbo slott kapitulerar för Albrekts trupper.
- Erengisle Nilsson d.ä. blir riddare.
- Universiteten i Orange och Wien grundas.

## Födda
- Krister Nilsson (Vasa), svensk riddare, riksråd och ståthållare, drots 1435–1442 (född omkring detta år).

## Avlidna
- 17 maj – Ludvig VI av Bayern, hertig av Bayern och markgreve av Brandenburg.
- 27 juli – Rudolf IV av Österrike, hertig av Österrike.
- Anna av Savojen, kejsarinna och regent av Bysans.